# 烏田裕志
烏田 裕志（からすだ ひろし、1984年10月9日 - ）は、日本の男性声優。アミューズメントメディア総合学院声優タレント学科出身。プロダクション・エース所属。「ぽん吉」としても活動している。

## 来歴・人物
趣味・特技はダンス、作詞、イラスト・CG作成、特撮・アニメーション鑑賞。アニメ・特撮好きを自称している。好きなアニメ作品はプリキュアシリーズ、好きな特撮作品は轟轟戦隊ボウケンジャー、電脳警察サイバーコップなど。
2008年から2019年1月までニコニコ動画で「ぽん吉」名義にて活動し、プリキュアシリーズの関連楽曲を歌ったり踊ったりする動画などを投稿している。プリキュアシリーズが特集された2011年2月20日放送のNHK「MAG・ネット 〜マンガ・アニメ・ゲームのゲンバ〜」にぽん吉として出演。ここで自身が声優の烏田裕志である事を初めて明かした。

## 出演

### テレビアニメ
2011年
- 日常（死神、ヘッドホンをした生徒、お付き、明和、千代田 他）

2012年
- 中二病でも恋がしたい！（2012年 - 2014年、国語の教師、瑠加須、米良、原田慎也、警察官 他） - 2シリーズ
- えびてん 公立海老栖川高校天悶部（男子生徒、タキシード般若様）

2013年
- 勇者になれなかった俺はしぶしぶ就職を決意しました。（ブレイズ・ディス、男性客B、男性販売員、悪い客、爺さん 他） ※オープニング振付（ぽん吉名義）

2014年
- 風雲維新ダイ☆ショーグン（下っぴき）※島田裕史と誤表記
- 東京ESP（能力者C、警官2、応慶大ミステリ研会員B、不良C、隊員B 他）

2015年
- トリアージX（隊員）
- 空戦魔導士候補生の教官（コック、市民①、シェフ）
- 対魔導学園35試験小隊（生徒B、客B、容疑者A、スプリガン）

2016年
- ブレイブウィッチーズ（管制、水兵、アナウンス、副官）
- 私がモテてどうすんだ（ダメオタク）

2017年
- 終末なにしてますか? 忙しいですか? 救ってもらっていいですか?（獣人A、ティメレ）
- はじめてのギャル（男性客C）
- UQ HOLDER! 〜魔法先生ネギま!2〜（サブ）※鳥田裕志と誤表記
- Just Because!（中年男）
- 僕の彼女がマジメ過ぎるしょびっちな件（男子生徒）

2018年
- アンゴルモア 元寇合戦記（ひし六）

2019年
- どろろ（雑兵B）
- RobiHachi（マスター）

2021年
- ワールドウィッチーズ発進しますっ!（郵便屋さん、偉い人、店主）

2022年
- アイドリッシュセブン Third BEAT!（AD A）

2023年
- 神達に拾われた男2（ゴロツキ）
- レベル1だけどユニークスキルで最強です（冒険者）

2024年
- 転生したらスライムだった件（観客A）

### 劇場アニメ
- 劇場版 魔法少女まどか☆マギカ [前編]始まりの物語（2012年）
- 小鳥遊六花・改 〜劇場版 中二病でも恋がしたい!〜（2013年、生徒）
- ストライクウィッチーズ 劇場版 501部隊発進しますっ!（2019年、客のおじいちゃん）

### OVA
- 中二病でも恋がしたい！ テレビ未放送話（2013年、男性）
- 宇宙戦艦ヤマト2202 愛の戦士たち（2017年、岸田優[2]）

### ドラマCD
- Zektbach「The Epic of Zektbachf Novel CD Series 〜Blind Justice〜」（2010年）楽曲「浄化の祈り」コーラス

### 吹き替え

#### 映画
- 最終突撃取材計画!（英語版）（2011年）
- パニック・スカイ フライト411 絶体絶命（英語版）（2012年、テッド・スコット〈キャリー・スコット（英語版）〉、ビッグ・ドニー〈ジョン・マレンゴ〉 他）
- 新感染半島 ファイナル・ステージ（2021年、整備男）[3]
- 最後の決闘裁判（2022年、バーナード・ラトゥール〈マイケル・マケルハットン〉）[4]
- ホーム・チーム（英語版）（2022年、ミッチ・ビゾン〈ゲイリー・バレンタイン〉）

#### ドラマ
- トキメキ☆成均館スキャンダル（2011年）

#### アニメ
- ソーセージ・パーティー（2017年、ハニーマスタード）
- インベーダー・ジム: フローパス計画（2019年）
- 下の階には澪がいる（2024年、通行人、杉浦孝）

### テレビドラマ
- 7人の女弁護士（2006年4月20日）
- パパの涙で子は育つ（2007年）
- 侍戦隊シンケンジャー（2009年2月15日、2月22日、2010年1月31日）

### ラジオ
- 白石稔のガチ無知ラジオ（2010年） - アシスタントゲスト（第1回、第8回）

### CM
- 日常ディレクターズカット版DVD-BOX（2012年） - TV-CMナレーション

### ネット番組
- らっきー☆れーさーS（2011年2月11日 - 4月8日） - 実況アナウンス、他
- 氷菓 ミステリーツアー（2012年8月5日 - 12月6日） - 番組MC
- 未来日記レボリューション（2013年3月11日） - 実況MC
- 日常の非日常 (2013年6月10日 - 7月26日) - 番組MC[5]

### その他コンテンツ
- MAG・ネット 〜マンガ・アニメ・ゲームのゲンバ〜（2011年2月20日）

### シリーズ一覧
1. ↑  第1期（2012年）、第2期『戀』（2014年）